# 92e régiment d'artillerie
Pour les articles homonymes, voir 92e régiment.
Le 92e régiment d'artillerie de montagne (92e RAM) est un régiment de l'Armée de terre française créé en 1939. Il est chargé de la défense de la Corse au début de la Seconde Guerre mondiale.

## Historique

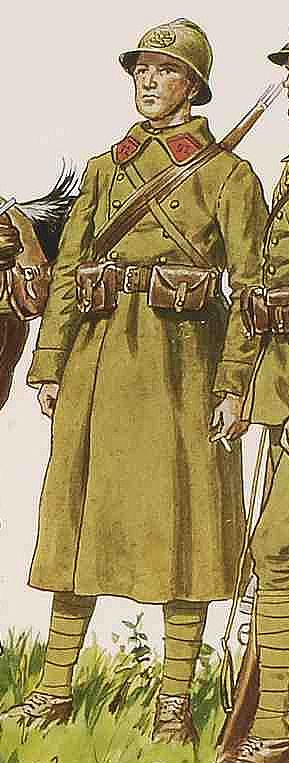
Dessin allemand d'époque d'un artilleur du en tenue de campagne en 1939.

Le 92e régiment d'artillerie de montagne est créé en octobre 1939 à partir du XIe groupe du 2e régiment d'artillerie coloniale (anciennement groupement autonome d'artillerie coloniale de la Corse) et du XIIIe groupe du 363e régiment d'artillerie lourde portée (issu de la 111e batterie du 355e régiment), ainsi que d'éléments du 94e régiment d'artillerie de montagne.
Le régiment, commandé par le lieutenant-colonel Sarrochi (nommé colonel en janvier 1940), est organisé avec deux groupes :
- état-major et batterie hors rang à Corte,

- un groupe de montagne commandé par le chef d'escadrons Rambaud à Corte :
  - 1re batterie, équipée de canons de 75 de montagne (modèle 1919 ou 1928), à Corte
  - 2e batterie, idem, à Bastia,
  - 3e batterie, idem, à Sartène puis Bonifacio,
  - 10e batterie de dépôt à Corte.
- un groupe d'artillerie portée, commandé par le capitaine Rudolph puis le chef d'escadrons Vayssières :
  - 4e batterie, équipée de canons de 75 modèle 1897 portés, à Venaco puis Sartène,
  - 5e batterie, idem, à Venaco puis Aléria,
  - 7e batterie, équipée de canons de 155 C modèle 1917 portés, à Ajaccio,
  - 8e batterie, équipée de canons de 155 C Saint-Chamond et de canon de 80 de Bange, à Bonifacio.

Le régiment est renommé groupement d'artillerie no 92 le 23 janvier 1940.
Il est dissous administrativement le 3 août 1940, ses hommes ayant été démobilisés le 17 juillet.

## Insigne
L'insigne du régiment est produit par l'entreprise Drago. Il présente deux canons croisés en sautoir, entourés d'un ruban argenté portant le numéro 92 et chargés d'une tête de maure (symbole de la Corse), avec en pointe un écu en forme de patte de collet de l'artillerie (rouge avec soutaches bleues),.

## Personnalité ayant servi au92eRAM
- Arthur Giovoni[4]